# Barbara Stanwyck
Barbara Stanwyck, född Ruby Katherine Stevens den 16 juli 1907 i Brooklyn i New York, död 20 januari 1990 i Santa Monica i Los Angeles i Kalifornien, var en amerikansk skådespelare och dansare. Stanwyck medverkade i 85 filmer under 38 år och samarbetade med regissörer som Cecil B. DeMille, Fritz Lang och Frank Capra. Hon blev nominerad till en Oscar för bästa kvinnliga huvudroll fyra gånger - för Stella Dallas (1937), Jag stannar över natten (1941), Kvinna utan samvete (1944) och Ursäkta, fel nummer! (1948). För sitt arbete på tv belönades hon med tre Emmy Awards - för The Barbara Stanwyck Show (1961), The Big Valley (1966) och Törnfåglarna (1983), för vilken hon även mottog en Golden Globe.
Stanwyck rankades år 1999 som nummer 11 på AFI's 100 Years...100 Stars lista över filmstjärnor från Hollywoods klassiska era.

## Biografi
Barbara Stanwyck blev tidigt föräldralös och uppfostrades av en äldre syster. Hon hoppade av skolan som 13-åring och arbetade med paketinslagning på ett varuhus under sin utbildningstid till dansös. 15 år gammal började hon sin karriär som balettflicka och uppträdde bland annat med Ziegfeld Follies. Hon arbetade sig upp och fick 1927 en mindre roll i stumfilmen Broadway Nights.
Stanwyck var en av Hollywoods tuffaste skådespelare, disciplinerad och hon arbetade hårt. 1944 var hon USA:s högst avlönade kvinna. Stanwyck gjorde många starka kvinnoporträtt och hon nominerades till en Oscar fyra gånger, men lyckades aldrig vinna. Bland de Oscarsnominerade rollerna bör nämnas rollen som hårt kämpande mor i Stella Dallas 1937, samt som mordisk femme fatale i Kvinna utan samvete 1944. 1982 tilldelades hon en hedersoscar för sin samlade karriär.
Stanwyck gifte sig med Frank Fay den 26 augusti 1928, den 30 december 1935 var deras skilsmässa klar. Hon gifte sig med Robert Taylor den 13 maj 1939, men det slutade i skilsmässa den 21 februari 1951.
Hon har en stjärna för insatser inom film på Hollywood Walk of Fame vid adressen 1751 Vine Street.

## Filmografi (i urval)

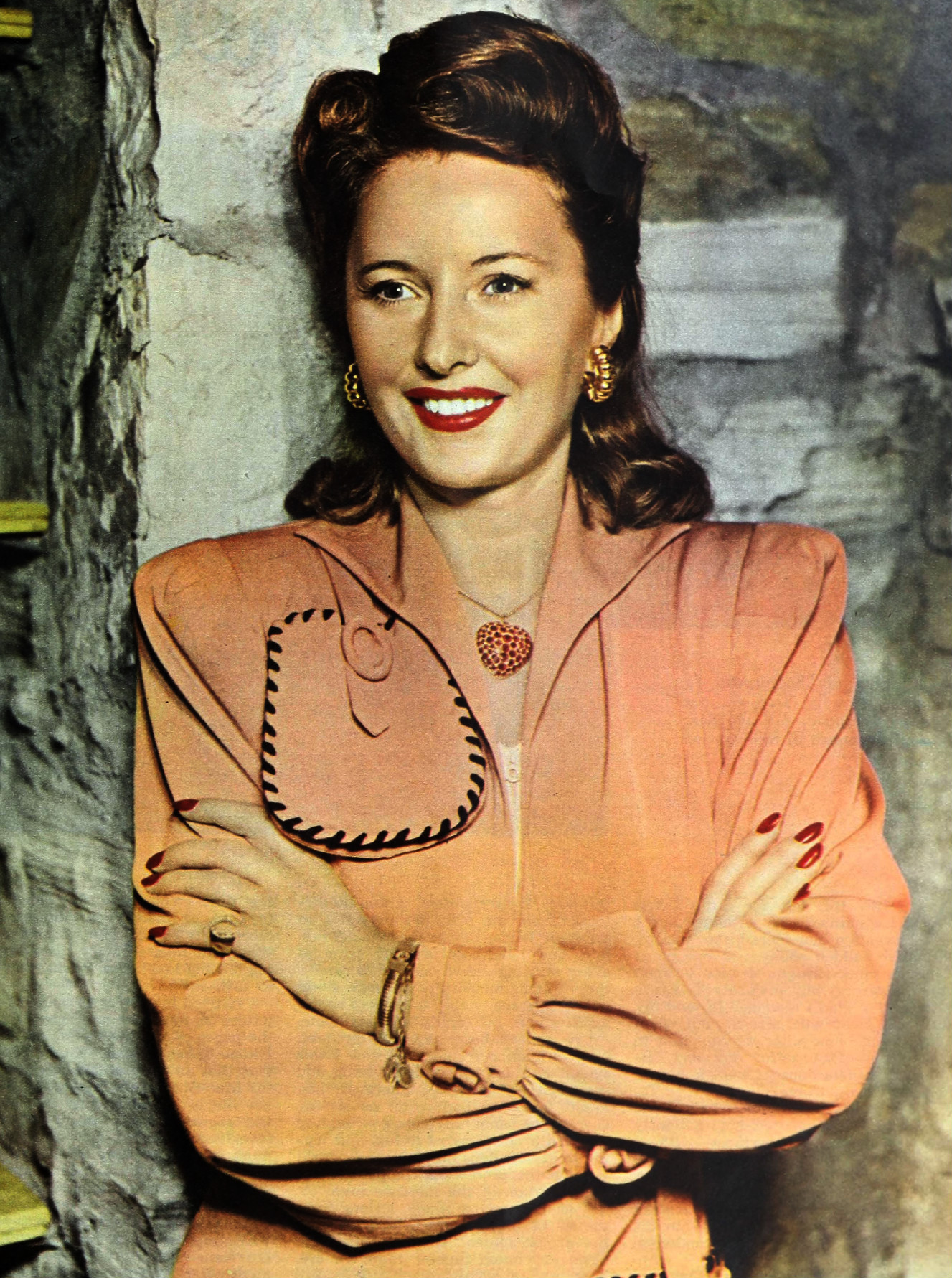
Barbara Stanwyck, 1943.

- 1930 – Asfaltens liljor
- 1931 – Miracle Woman
- 1931 – Night Nurse
- 1931 – The Stolen Jools
- 1932 – Förbjuden
- 1933 – Kinesflickans hämnd
- 1933 – En farlig kvinna
- 1935 – Annie Oakley
- 1936 – Hans broders hustru
- 1937 – Stella Dallas
- 1939 – Union Pacific
- 1940 – En kväll att minnas
- 1941 – Kvinnan Eva
- 1941 – Vi behöver varann
- 1941 – Jag stannar över natten
- 1942 – En stor mans hustru
- 1943 – Mord i baletten
- 1943 – Bortom alla gränser
- 1944 – Kvinna utan samvete
- 1945 – Under falsk flagg
- 1946 – Fallet Martha Ivers
- 1946 – Vi möts och vi skiljs
- 1947 – En mans brott
- 1947 – Den vita orkidén
- 1949 – Ursäkta, fel nummer!
- 1949 – Den andra kvinnan
- 1950 – Gift med en död man
- 1950 – Våldets lag
- 1952 – Urladdning
- 1953 – Titanic
- 1954 – Vittne till mord
- 1954 – En stol är ledig
- 1955 – Våldets män
- 1955 – Främlingen från djungeln
- 1956 – There's always tomorrow
- 1957 – 40 pistoler
- 1962 – Den heta vägen
- 1964 – Roustabout
- 1970 – Huset som inte ville dö
- 1983 – Törnfåglarna (TV-serie)
- 1993 – Manhattan Murder Mystery